# Allantoma uaupensis
Allantoma uaupensis là một loài thực vật có hoa trong họ Lecythidaceae. Loài này được (Spruce ex O.Berg) S.A.Mori, Ya Y.Huang & Prance mô tả khoa học đầu tiên năm 2008.